# Cercocarpus fothergilloides
Cercocarpus fothergilloides là loài thực vật có hoa trong họ Hoa hồng. Loài này được Kunth mô tả khoa học đầu tiên năm 1823.